# Kadamakkudy
Kadamakkudy es una ciudad censal situada en el distrito de Ernakulam en el estado de Kerala (India). Su población es de 16295 habitantes (2011). Se encuentra a 13 km de Cochín y a 59 km de Thrissur.

## Demografía
Según el censo de 2011 la población de Kadamakkudy era de 16295 habitantes, de los cuales 8185 eran hombres y 8110 eran mujeres. Kadamakkudy tiene una tasa media de alfabetización del 97,17%, superior a la media estatal del 94%: la alfabetización masculina es del 98,22%, y la alfabetización femenina del 96,12%.